# Choujin Bibyun
Choujin Bibyun (超神ビビューン Chōjin Bibyūn?) es una serie japonesa de género tokusatsu y ciencia ficción. Fue creada por Ishinomori Productions y producida por Toei y NET (Actual TV Asahi). La serie fue transmitida en la misma NET, iniciando el 6 de julio de 1976 y finalizando el 29 de marzo de 1977, contando con un total de 36 episodios. La serie es una secuela de Akumazier 3.

## Producción
Durante su concepción, la serie iba a llamarse "Akumaizer 3: Cazadores de Demonios". Sin embargo, debido a exigencias de los patrocinadores, se decidió cambiar los bandos protagonistas y enemigos. En esta ocasión, los villanos estarían basados en los yokais.
A diferencia de la serie anterior, donde los héroes eran cyborgs alienígenas, en esta ocasión se decidió que los héroes serían humanos con la capacidad de transformarse, como lo era en la mayoría de producciones tokusatsu como Kamen Rider o Super Sentai. Se dice que el hecho de que los protagonistas sean atletas y que las escenas de acción posean elementos deportivos se debió a los Juegos Olímpicos de Montreal celebrados en ese año.

## Sinopsis
Tras destruir al clan Akuma, liderado pro el malvado Geberu, las almas de los Akumaizer 3 son encerradas en una cápsula debido a la maldición del Gran Rey Demonio Gulver. Tras ello, un feroz y despiadado yokai llega a la Tierra, tomando el lugar del clan Akuma.
Un investigador de los yokais llamado Daizaburo Daima es atacado por uno de estos, pero un estudiante de universidad llamado Kei Tsukimura lo rescata. Debido a esto, el yokai le maldice, haciéndole imposible comer o beber a Tsukimura. Daima, a descubrir que Tsukimura era el destinado a luchar contra los yokais, realiza un ritual en el Altar de las Siete Estrellas, y deposita la estrella más brillante dentro de Tsukimura. Debido a ello, Tsukimura se fusiona con Xavitan, el líder de los Akumazier 3, convirtiéndose en el Choujin Bibyun.
Durante su lucha contra el yokai que el maldijo, Ichiro Suga (Choujin Basaan, heredado del alma de Evil), y Go Watabe (Choujin Zusheen, heredado del alma de Gabra) se unen a su lucha. Así, los tres lucharán contra los malvados yokais, y contra su líder, el malvado Gulver.

## Personajes

### Los Choujins
- Kei Tsukimura (月村 圭 Tsukimura Kei?)/Choujin Bibyun (超神ビビューン Chōjin Bibyūn?), un estudiante de universidad en segundo año. Atleta innato cuya aspiración es participar en los Juegos Olímpicos. Tras haber adquirido el alma de Xavitan, es capaz de convertirse en Choujin Bibyun.

- Ichiro Suga (菅 一郎 Suga Ichirō?)/Choujin Bashaan (超神バシャーン Chōjin Bashān?) Un chico reservado, estudiante de universidad y miembro de un club de natación. Tras haber adquirido el alma de Evil, es capaz de convertirse en Choujin Bashaan.

- Go Watabe (渡部 剛 Watabe Gou?)/Choujin Zusheen  (超神ズシーン Chōjin Zushīn?) Un hombre disciplinado, algo torpe y mujeriego. Es levantador de pesas. Tras haber adquirido el alma de Gabra, es capaz de convertirse en Choujin Zusheen.

### Villanos
- Gran Rey Demonio Gulver (大魔王ガルバー Dai Maō Garubā?) Un misterioso y sombrío ser. Se encontraba bajo la sombra de Mezalord. Tras la destrucción del Clan Akuma, él tomó el poder.

## Canciones

### Tema de apertura
- Tatakae!! Chojin Bibyūn (勝利だ!アクマイザ一3?  ¡¡Luchen!! Choujin Bibyun)
  - Letra: Shotaro Ishinomori
  - Composición y arreglos: Chumei Watanabe
  - Intérpretes: Isao Sasaki y Koorogi '73

### Tema de cierre
- Ware-ra no chōjin bibyūn (われらの超神ビビューン?  Nosotros somos Choujin Bibyun)
  - Letra: Saburo Yatsude
  - Compsición y arreglos: Chumei Watanabe
  - Intérpretes: Isao Sasaki y Koorogi '73